# Maximilian Nicu
Maximilian Nicu (25 de novembre de 1982, Prien am Chiemsee) és un futbolista romanès. El 2010 jugà al Sport-Club Freiburg.